# Ruth Gbagbi
Ruth Marie Christelle Gbagbi (* 7. Februar 1994 in Abidjan) ist eine ivorische Taekwondoin.
Gbagbi bestritt ihre ersten internationalen Titelkämpfe bei der Juniorenweltmeisterschaft 2010 in Tijuana, wo sie in der Klasse bis 52 Kilogramm das Achtelfinale erreichte. Sie startete auch bei den Olympischen Jugend-Spielen in Singapur, schied jedoch in der Klasse bis 55 Kilogramm gegen Jade Jones im Auftaktkampf aus. Beim afrikanischen Olympiaqualifikationsturnier 2012 in Kairo erreichte Gbagdi in der Klasse bis 67 Kilogramm das Finale gegen Seham Sawalhy und qualifizierte sich für die Olympischen Spiele 2012 in London. Dort erreichte sie den siebten Platz. Erfolgreicher verlief ihre Olympiateilnahme 2016 in Rio de Janeiro, wo sie die Bronzemedaille gewann. 2017 wurde sie in Muju Weltmeisterin. Bei den Olympischen Spielen 2020 in Tokio sicherte sie sich in der Gewichtsklasse bis 67 kg erneut die Bronzemedaille. Die Spiele 2024 in Paris beendete sie nach zwei Niederlagen auf dem 7. Platz.